# Kaukura (atolón)
Kaukura, también conocido como Kaheko, es un atolón sito en el archipiélago de las Tuamotu en Polinesia Francesa en las Islas Palliser. Está vinculado administrativamente a la comuna de Arutua.

## Geografía

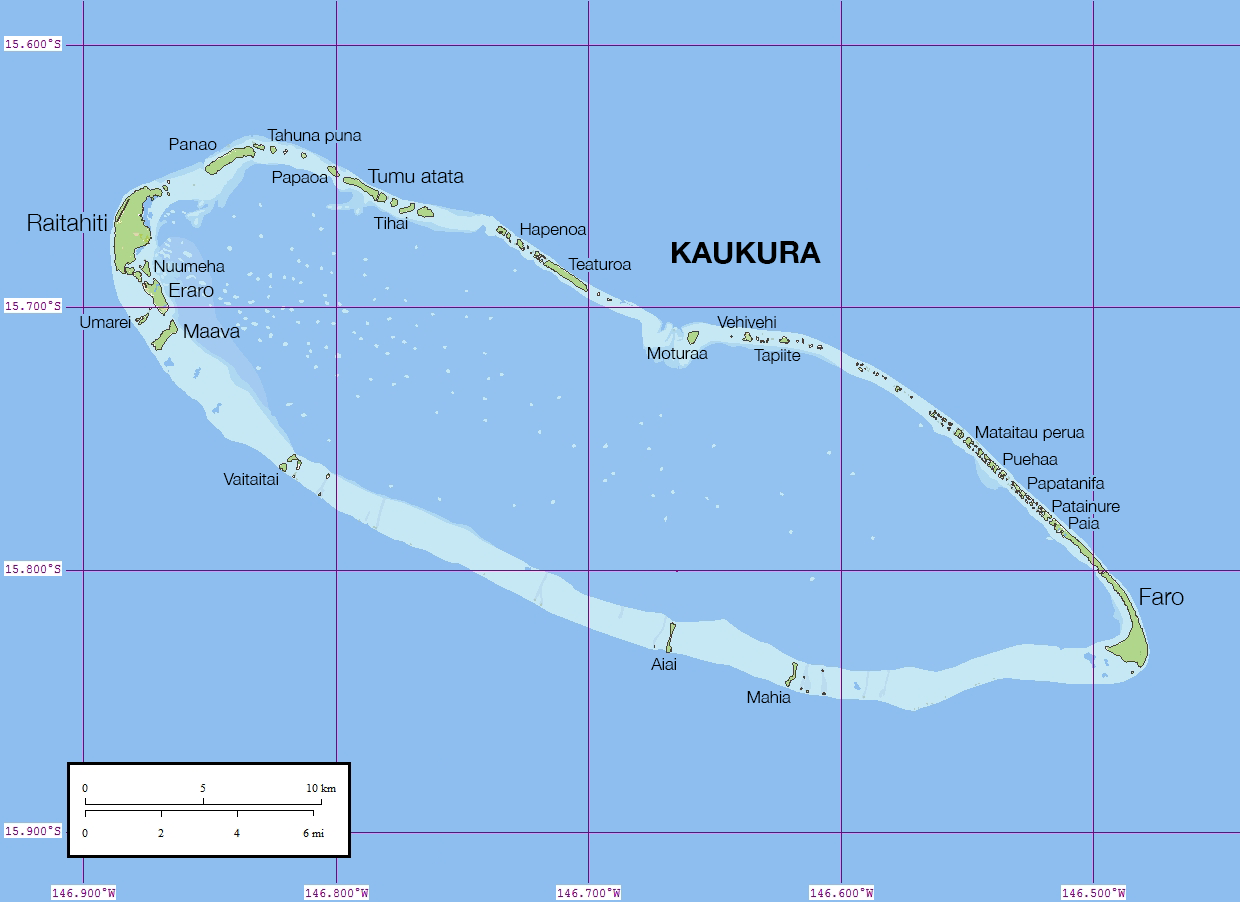
Mapa topográfico de Kaukura.

Kaukura se encuentra a 24 km al sur de Kaukura y de Apataki así como a 330 km al noreste de Tahití. Es un atolón ovoide de 47 km de longitud y 13 km de anchura máxima con una superficie de tierras emergidas de 11 km². Su gran laguna, de una superficie de 434 km², es accesible por un único paso al norte.
El atolón está formado por veinticuatro motus, que se llaman: Aiai, Eraro, Faro, Hapenoa, Maava, Maia, Mataitau Perua, Moturaa, Nuumeha, Paia, Panao, Papaoa, Papatanifa, Patainure, Puehaa, Raita Hiti, Tahuna Puna, Tapiite, Teaturoa, Tihai, Tumu Atata, Umarei, Vaitaitai, Vehivehi
Desde un punto de vista geológico, el atolón es la capa coralina (de algunos metros) que cubre la cumbre de un pequeño monte volcánico submarino homónimo que mide 805 metros desde la corteza oceánica y que se formó entre 60,1 y 62,3 millones de años.
La población era de 475 habitantes en 2012, viviendo principalmente en el pueblo de Raitahiti.

## Historia

### Descubrimiento por los Europeos
El atolón fue visto por primera vez por un europeo el 19 de abril de 1774 por el navegador británico James Cook, que desembarcó en él durante su segundo viaje a Polinesia y lo asoció al grupo de las Islas Palliser. El 19 de julio de 1820, el explorador ruso Fabian Gottlieb von Bellingshausen atracó igualmente el atolón durante su expedición austral.

### Época contemporánea
En el siglo XIX, se incorporó como territorio francés, contando con aproximadamente 100 habitantes dedicados a la producción de  aceite de coco (aproximadamente 15 barriles por año hacia 1860). En 1903, el atolón fue duramente afectado por un ciclón.
El turismo y la pesca en la laguna, esencialmente con destino Tahití, son las principales fuentes de actividad de Kaukura. El atolón posee desde 1994 un aeródromo con una pista de 1 000 metros ubicados sobre el gran motu oeste.

## Flora y fauna
Katiu acoge especímenes de Cassytha filiformis, Abutilon grandifolium, Hibiscus tiliaceus y de Amaranthaceae del género Achyranthes aspera var. velutina.